# Scott Alan Smith
Scott Alan Smith (* 8. November 1961 in New York) ist ein US-amerikanischer Theater- und Filmschauspieler, Theaterregisseur und Schauspiellehrer.

## Leben
Smith debütierte 1992 in einer Episode der Fernsehserie Brooklyn Bridge als Schauspieler. In den nächsten Jahren folgten viele Besetzungen als Episodendarsteller in verschiedenen US-amerikanischen Fernsehserien. Von 2001 bis 2002 spielte er in insgesamt zehn Episoden der Fernsehserie Philly die Rolle des A.D.A. Jerry Bingham. Von 2011 bis 2012 spielte er in 21 Episoden der Fernsehserie Private Practice mit. Smith verkörpert seit Beginn seiner Schauspielerlaufbahn auch regelmäßig Charakterrollen in Spielfilmen. So hatte er in den Spielfilmen DC 9/11: Time of Crisis, Déjà Vu – Wettlauf gegen die Zeit oder The Curse of Sleeping Beauty – Dornröschens Fluch größere Rollen inne.
Neben seiner Tätigkeit als Schauspieler führte er bei vielen Theaterstücken bereits die Regie. Seit Januar 2009 unterrichtet er an der Pepperdine University.

## Filmografie
- 1992: Brooklyn Bridge (Fernsehserie, Episode 1x16)
- 1992: First Lady im Zwielicht (Running Mates) (Fernsehfilm)
- 1993: Caught in the Act (Fernsehfilm)
- 1994: Und die Zeit heilt alle Wunden (A Time to Heal) (Fernsehfilm)
- 1994: Amelia Earhart – Der letzte Flug (Amelia Earhart: The Final Flight) (Fernsehfilm)
- 1994: Stargate
- 1996: Race Against Time: The Search for Sarah (Fernsehfilm)
- 1996: High Incident – Die Cops von El Camino (Fernsehserie, 3 Episoden)
- 1996: Apollo 11 – Die erste Mondlandung (Apollo 11) (Fernsehfilm)
- 1997: Pretender (Fernsehserie, Episode 1x13)
- 1997: Superman – Die Abenteuer von Lois & Clark (Lois & Clark: The New Adventures of Superman) (Fernsehserie, Episode 4x14)
- 1997: Party of Five (Fernsehserie, Episode 4x10)
- 1997: Mäusejagd (MouseHunt)
- 1998: Akte X – Der Film (The X-Files: Fight the Future)
- 1998: Rache nach Plan (Vengeance Unlimited) (Fernsehserie, Episode 1x01)
- 1998: Seven Days – Das Tor zur Zeit (Seven Days) (Fernsehserie, Episode 1x06)
- 1998: Akte X – Die unheimlichen Fälle des FBI (The X-Files) (Fernsehserie, Episode 6x02)
- 1999: Eine himmlische Familie (7th Heaven) (Fernsehserie, Episode 3x18)
- 1999: New York Life – Endlich im Leben! (Time of Your Life) (Fernsehserie, Episode 1x01)
- 1999: Magnolia
- 1999: Snoops – Charmant und brandgefährlich (Snoops) (Fernsehserie, Episode 1x11)
- 2000: Felicity (Fernsehserie, Episode 2x11)
- 2000: Zoe, Duncan, Jack & Jane (Fernsehserie, Episode 2x01)
- 2000: Für alle Fälle Amy (Judging Amy) (Fernsehserie, Episode 1x15)
- 2000: Rules – Sekunden der Entscheidung (Rules of Engagement)
- 2000: Trikot der Champions (The Jersey) (Fernsehserie)
- 2000: Kandidatin im Kreuzfeuer (An American Daughter) (Fernsehfilm)
- 2000: Star Trek: Raumschiff Voyager (Star Trek: Voyager) (Fernsehserie, Episode 7x04)
- 2000: Bounce – Eine Chance für die Liebe (Bounce)
- 2001: Practice – Die Anwälte (The Practice) (Fernsehserie, Episode 5x13)
- 2001: Dharma & Greg (Fernsehserie, Episode 4x14)
- 2001: Das Kindermädchen (The Perfect Nanny)
- 2001: Six Feet Under – Gestorben wird immer (Six Feet Under) (Fernsehserie, Episode 1x10)
- 2001: The Parlor (Kurzfilm)
- 2001: Boston Public (Fernsehserie, Episode 2x03)
- 2001–2002: Philly (Fernsehserie, 10 Episoden)
- 2001, 2004: Lady Cops – Knallhart weiblich (The Division) (Fernsehserie, 2 Episoden, verschiedene Rollen)
- 2002: Frauenpower (Family Law) (Fernsehserie, Episode 3x18)
- 2002: Alias – Die Agentin (Alias) (Fernsehserie, Episode 2x02)
- 2002: The District – Einsatz in Washington (The District) (Fernsehserie, Episode 3x10)
- 2003: DC 9/11: Time of Crisis (Fernsehfilm)
- 2003: CSI: Vegas (CSI: Crime Scene Investigation) (Fernsehserie, 2 Episoden)
- 2004: The Handler (Fernsehserie, Episode 1x14)
- 2004: Without a Trace – Spurlos verschwunden (Without a Trace) (Fernsehserie, Episode 2x15)
- 2004: New York Cops – NYPD Blue (NYPD Blue) (Fernsehserie, 2 Episoden, verschiedene Rollen)
- 2004: King of the Moon (Kurzfilm)
- 2004: JAG – Im Auftrag der Ehre (JAG) (Fernsehserie, Episode 9x21)
- 2004: Boston Legal (Fernsehserie, Episode 1x07)
- 2005: Erdrutsch – Wenn die Welt versinkt (Landslide) (Fernsehfilm)
- 2005: Navy CIS (NCIS) (Fernsehserie, Episode 2x16)
- 2005: Halley’s Comet (Fernsehfilm)
- 2005: Cold Case – Kein Opfer ist je vergessen (Cold Case) (Fernsehserie, Episode 2x19)
- 2005: Verliebt in eine Hexe (Bewitched)
- 2005–2006: CSI: NY (Fernsehserie, 2 Episoden)
- 2006: Big Love (Fernsehserie, Episode 1x08)
- 2006: Entourage (Fernsehserie, Episode 3x08)
- 2006: Justice – Nicht schuldig (Justice) (Fernsehserie, Pilotfolge)
- 2006: Déjà Vu – Wettlauf gegen die Zeit (Déjà Vu)
- 2006: Veronica Mars (Fernsehserie, Episode 3x08)
- 2007: Dr. House (House, M.D.) (Fernsehserie, Episode 4x04)
- 2007: Chuck (Fernsehserie, Episode 1x07)
- 2007: The Closer (Fernsehserie, 3 Episoden, verschiedene Episoden)
- 2008: 12 Miles of Bad Road (Fernsehserie, Episode 1x03)
- 2008: True Blood (Fernsehserie, Episode 1x04)
- 2008: Lie to Me
- 2008: Prison Break (Fernsehserie, Episode 4x10)
- 2008: Dirty Sexy Money (Fernsehserie, Episode 2x07)
- 2008: Shattered! (Sprecherrolle)
- 2009: Lie to Me (Fernsehserie, Episode 1x02)
- 2009: Schatten der Leidenschaft (The Young and the Restless) (Fernsehserie, 4 Episoden)
- 2009: Bones – Die Knochenjägerin (Bones) (Fernsehserie, Episode 4x24)
- 2009: Three Rivers Medical Center (Three Rivers) (Fernsehserie, Episode 1x03)
- 2010: Navy CIS: L.A. (NCIS: Los Angeles) (Fernsehserie, Episode 1x15)
- 2010: CSI: Miami (Fernsehserie, Episode 8x20)
- 2010: Hung – Um Längen besser (Hung) (Fernsehserie, Episode 2x09)
- 2011: Medium – Nichts bleibt verborgen (Medium) (Fernsehserie, Episode 7x13)
- 2011–2012: Private Practice (Fernsehserie, 21 Episoden)
- 2012: Sketchy (Fernsehserie, 2 Episoden)
- 2013: Rizzoli & Isles (Fernsehserie, Episode 4x08)
- 2013: Social Media Anonymous (Kurzfilm)
- 2014: Revenge (Fernsehserie, Episode 3x22)
- 2014: Murder in the First (Fernsehserie, Pilotfolge)
- 2014: The Interview (Kurzfilm)
- 2014: Eine Sache des Glaubens (A Matter of Faith)
- 2015: State of Affairs (Fernsehserie, Episode 1x10)
- 2015: The Fosters (Fernsehserie, Episode 2x20)
- 2015: American Horror Story – Hotel (Fernsehserie, Episode 5x09)
- 2016: Supergirl (Fernsehserie, Episode 1x10)
- 2016: Rosewood (Fernsehserie, Episode 1x12)
- 2016: Scorpion (Fernsehserie, Episode 2x19)
- 2016: The Curse of Sleeping Beauty – Dornröschens Fluch (The Curse of Sleeping Beauty)
- 2016: Scandal (Fernsehserie, Episode 5x21)
- 2017: Switched at Birth (Fernsehserie, Episode 5x09)
- 2017: Shameless – Nicht ganz nüchtern (Shameless) (Fernsehserie, Episode 8x01)
- 2018: Lethal Weapon – Zwei stahlharte Profis (Lethal Weapon) (Fernsehserie, Episode 2x15)
- 2018: Bosch (Fernsehserie, Episode 4x01)
- 2018: Vice – Der zweite Mann (Vice)
- 2019: Big Little Lies (Fernsehserie, Episode 2x02)
- 2019: For All Mankind (Fernsehserie, Episode 1x08)
- 2020: Them: Covenant (Fernsehserie, Episode 1x06)